# Pieter Feith
Pieter Feith (* 9. Februar 1945 in Rotterdam) ist ein niederländischer Diplomat und war im Kosovo von 2008 bis 2011 Internationaler Ziviler Repräsentant (International Civilian Representative for Kosovo) und Sonderbeauftragter der Europäischen Union. 2005/2006 war er Leiter der Aceh Monitoring Mission der EU.

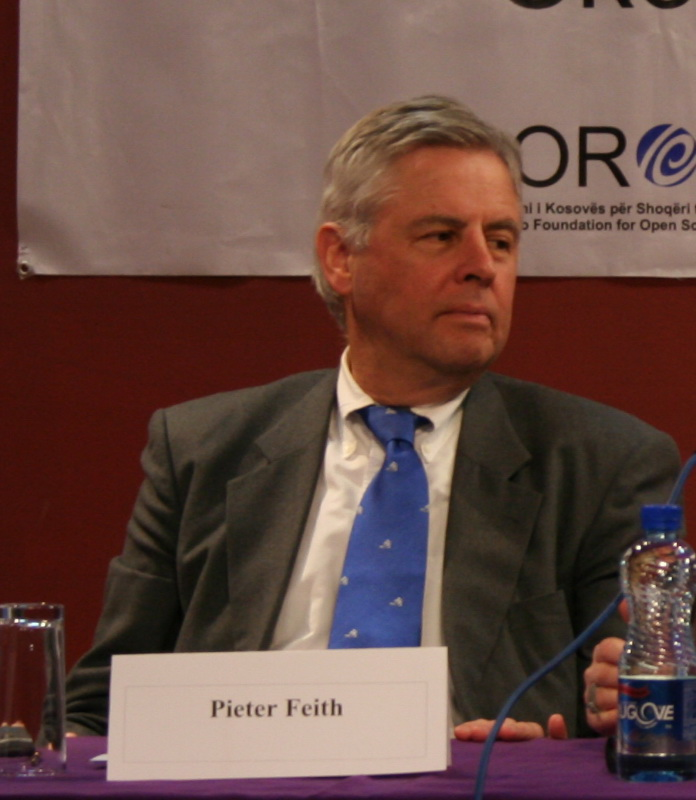
Pieter Feith

## Leben
Pieter Feith studierte Politikwissenschaften an der Universität von Lausanne. Außerdem ist er ein Absolvent (1970) der Fletcher School of Law and Diplomacy in Medford (Massachusetts).

## Kritik
Die Lage im Westsudan, in der Krisenregion Darfur, wurde am 9. August 2004 durch Pieter Feith, der zu diesem Zeitpunkt stellvertretender Direktor für Außen- und Sicherheitsfragen der Europäischen Union in Brüssel war, nach seiner Reise in den Sudan wie folgt eingeschätzt: „Wir haben dort nicht die Situation eines Genozids“.